# Румтопф

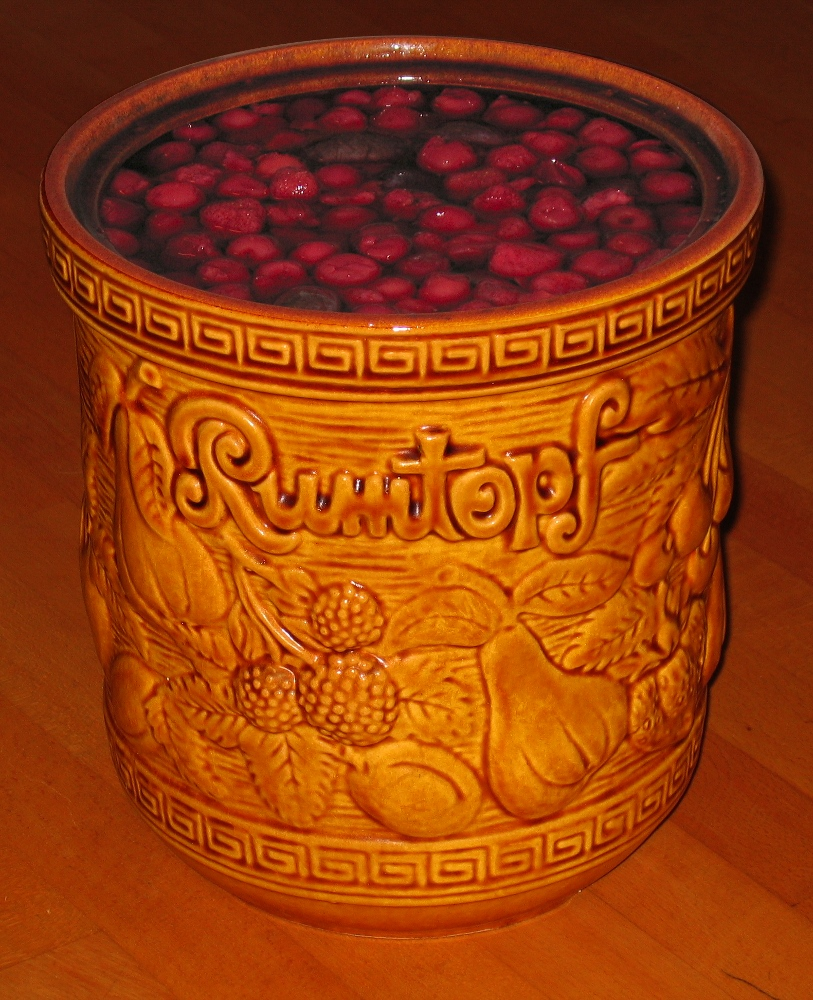
Румтопф

Ру́мтопф (нем. Rumtopf — «ромовый горшок») — метод консервирования свежих ягод и фруктов с помощью сахара и рома.
Летом кладут свежие ягоды на дно глиняного сосуда и засыпают сахаром. После того, как ягоды «дали сок», наливают туда ром. (Содержание алкоголя не должно быть ниже 54 %). Обычно начинают клубникой. По мере поспевания других ягод добавляют следующий слой. При этом ягоды всегда должны быть покрыты жидкостью. После добавления последнего слоя всё перемешивают и хранят в прохладном месте до его готовности зимой. Его пьют как компот, фрукты добавляют к мороженому и в десерты.
Для приготовления румтопфа подходят клубника, вишня, слива, абрикосы, груша (все без косточек) и смородина.